# 7789 Kwiatkowski
7789 Kwiatkowski (1994 XE6) là một tiểu hành tinh vành đai chính được phát hiện ngày 2 tháng 12 năm 1994 bởi E. Bowell ở Palomar.